# Seicheles
As Seicheles ou Seychelles (em inglês e francês, Seychelles; em seichelense, Sesel), oficialmente República das Seicheles ou Seychelles, são um país insular localizado no Oceano Índico ocidental, constituído por 115 ilhas distribuídas entre vários arquipélagos localizados a norte e nordeste de Madagáscar. Fazem parte das Seicheles as Ilhas Seicheles propriamente ditas, as Ilhas Amirante, as ilhas Farcuar, as ilhas Aldabra e algumas outras ilhas dispersas. Além de Madagáscar, os seus vizinhos mais próximos são as Maurícias, a sudeste, as Comores e Maiote, a sudoeste, e as Ilhas Gloriosas, a sul. A capital do país é Vitória.
As Seicheles estavam desabitadas antes de serem encontradas pelos europeus no século XVI. Enfrentou interesses franceses e britânicos concorrentes, até ficar sob controle britânico total no final do século XIX. Desde a proclamação da independência do Reino Unido em 1976, o país passou de uma sociedade amplamente agrícola para uma economia diversificada baseada no mercado, caracterizada pelo rápido crescimento das atividades de serviços, setor público e turismo. De 1976 até 2015, o PIB nominal cresceu quase sete vezes e a paridade do poder de compra aumentou quase dezesseis vezes. Desde o final de 2010, o governo tomou medidas para incentivar o investimento estrangeiro.
Hoje, as Seicheles possuem o maior PIB per capita entre todas as nações africanas. É o primeiro e único país africano com Índice de Desenvolvimento Humano considerado muito alto, além de ter uma das maiores renda per capita da África. e o único país africano classificado como economia de alta renda pelo Banco Mundial. Apesar de sua relativa prosperidade, a pobreza permanece generalizada e o país tem um dos níveis mais altos de desigualdade econômica e distribuição desigual de riqueza, com a classe alta e dominante comandando uma vasta proporção da riqueza do país.
A cultura e sociedade das Seicheles é uma mistura eclética de influências francesas, inglesas e africanas, com infusões mais recentes de elementos chineses e indianos. O país é membro das Nações Unidas, da União Africana, da Comunidade de Desenvolvimento da África Austral e da Commonwealth.

## História
Embora mareantes austronésios ou mercadores árabes possam ter sido os primeiros a visitar as desabitadas Seicheles, o primeiro registro europeu conhecido do avistamento das ilhas ocorreu em 1502, pelo almirante português Vasco da Gama, que atravessou as Ilhas Amirante, nomeando-as em honra de si próprio (ilhas do Almirante). A primeira visita a terra registrada e a primeira descrição escrita do arquipélago deve-se à tripulação do East Indiaman inglês Ascension em 1609. Fazendo parte da rota comercial entre a África e a Ásia, as ilhas eram ocasionalmente utilizadas por piratas até os franceses iniciarem o controlo do arquipélago em 1756, quando a Pedra da Possessão foi colocada pelo Capitão Nicholas Morphey. As ilhas foram nomeadas em honra de Jean Moreau de Séchelles, Ministro das Finanças de Luís XV.
Os britânicos disputaram o controle das ilhas com os franceses entre 1794 e 1812. Jean Baptiste Quéau de Quincy, o administrador francês das Seicheles durante os anos da guerra com o Reino Unido, preferiu não resistir quando os navios inimigos chegaram. Em vez disso, Quincy negociou com sucesso a capitulação aos Britânicos, que conferiu aos colonos uma posição privilegiada de neutralidade.
Finalmente, a Grã-Bretanha acabou assumindo o controle total após a rendição das Ilhas Maurícias em 1812, o que foi formalizado em 1814 no Tratado de Paris. As Seicheles tornaram-se uma colónia realenga separada das Maurícias em 1903 e a independência foi conseguida em 1976, sob a forma de república inserida no Commonwealth. Em 1977, um golpe de estado depôs o primeiro presidente da república, James Mancham, substituindo-o por France Albert René. A constituição de 1979 declarou um estado socialista unipartidário, e assim permaneceu até 1991. O primeiro rascunho da nova constituição não obteve os 60% de votos requeridos em 1992, mas uma versão emendada foi aprovada em 1993. Nas eleições presidenciais de julho de 1993, o até então ditador Albert René foi eleito com 59% dos votos totais. Atualmente a República de Seicheles tem um sistema político multipartidário, constituído por um presidente, como chefe de Estado e Governo, que dirige um gabinete de 13 ministros. Já o Poder Legislativo é atribuído à Assembleia Nacional, com 32 membros.

## Geografia

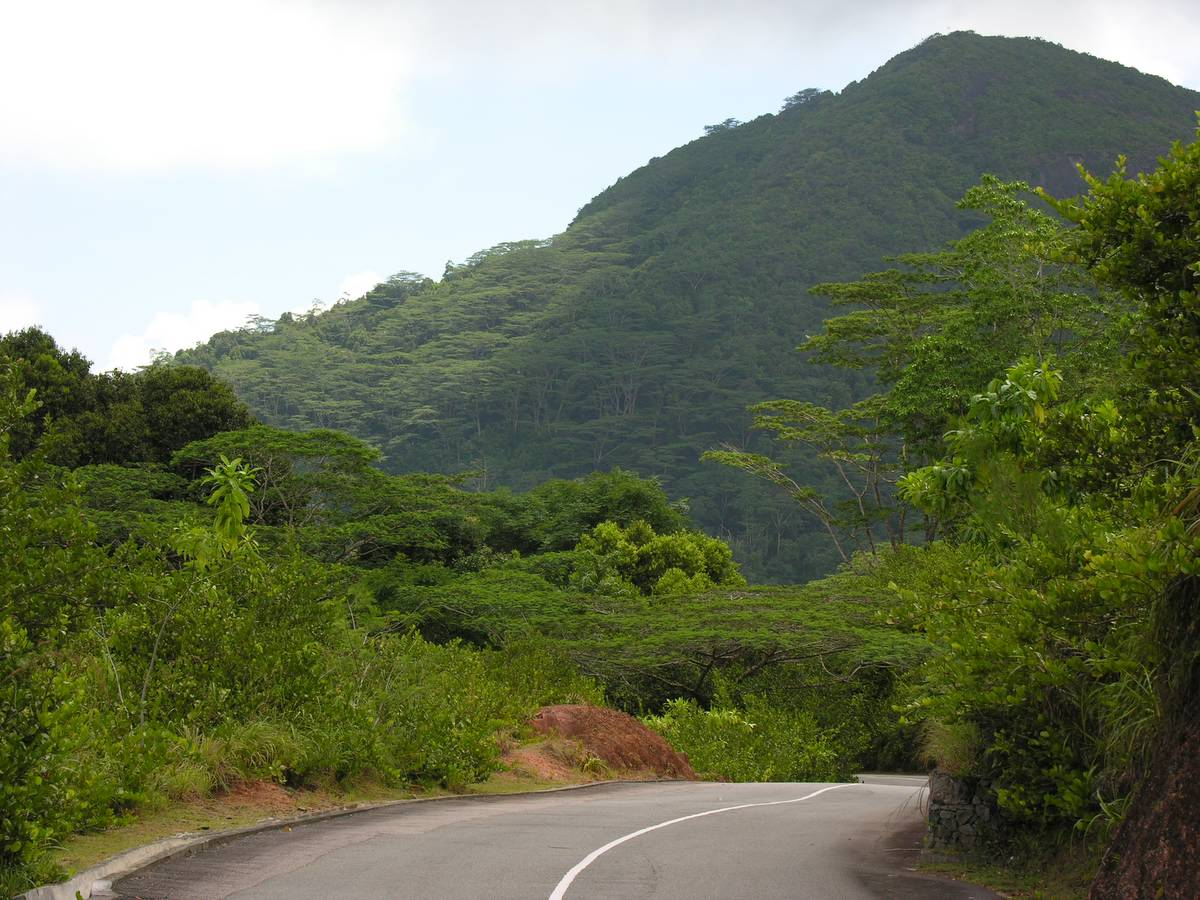
As densas florestas da ilha de Mahé

Uma nação insular, as Seicheles localizam-se a nordeste de Madagáscar e a 1 593 km a leste de Mombaça, no Quénia, entre 4-5 graus a sul do Equador e entre as longitudes de 55 e 56 graus leste. O número de ilhas do arquipélago é muitas vezes dado como 115, mas a Constituição da República das Seicheles lista 155. As ilhas, segundo a Constituição, estão divididas em vários grupos:
- 42 ilhas graníticas, num grupo interior, que se estende num raio de 90 km de Mahé, a maior ilha do arquipélago e onde se encontra a capital Vitória, com altitudes que chegam aos 940 metros. Em ordem decrescente de tamanho: Mahé, Praslin, Silhouette, La Digue, Curieuse, Félicité, Frégate, St. Anne, North, Cerf, Marianne, Grand Sœur, Thérèse, Aride, Conception, Petite Sœur, Cousin, Cousine, Long, Récif, Round (Praslin), Anonyme, Mamelles, Moyenne, Ile aux Vaches Marines, L'Islette, Beacon (Ile Sèche), Cachée, Cocos, Round (Mahé), L'Ilot Frégate, Booby, Chauve Souris (Mahé), Chauve Souris (Praslin), Ile La Fouche, Hodoul, L'Ilot, Rat, Souris, St. Pierre (Praslin), Zavé, Harrison Rocks (Grand Rocher).
- Dois cayos de coral e areia a norte das ilhas graníticas: Denis e Bird.
- Duas ilhas coralinas a sul das graníticas: Coëtivy e Platte.
- 29 ilhas coralinas no grupo das Amirantes, a oeste das graníticas: Desroches, Poivre Atoll (que inclui três ilhas: Poivre, Florentin e South Island), Alphonse, D'Arros, St. Joseph Atoll (incluindo 14 ilhas: St. Joseph Ile aux Fouquets, Ressource, Petit Carcassaye, Grand Carcassaye, Benjamin, Bancs Ferrari, Chiens, Pélicans, Vars, Ile Paul, Banc de Sable, Banc aux Cocos e Ile aux Poules), Marie Louise, Desnoeufs, African Banks (compreendendo duas ilhas: African Banks e South Island), Rémire, St. François, Boudeuse, Etoile, Bijoutier.
- 67 ilhas coralinas sobrelevadas no Grupo Aldabra, a oeste do Grupo Farcuar: Atol de Aldabra, Património Mundial da UNESCO (compreendendo 46 ilhas: Grande Terre, Picard, Polymnie, Malabar, Ile Michel, Ile Esprit, Ile aux Moustiques, Ilot Parc, Ilot Emile, Ilot Yangue, Ilot Magnan, Ile Lanier, Champignon des Os, Euphrate, Grand Mentor, Grand Ilot, Gros Ilot Gionnet, Gros Ilot Sésame, Heron Rock, Hide Island, Ile aux Aigrettes, Ile aux Cèdres, Iles Chalands, Ile Fangame, Ile Héron, Ile Michel, Ile Squacco, Ile Sylvestre, Ile Verte, Ilot Déder, Ilot du Sud, Ilot du Milieu, Ilot du Nord, Ilot Dubois, Ilot Macoa, Ilot Marquoix, Ilots Niçois, Ilot Salade, Middle Row Island, Noddy Rock, North Row Island, Petit Mentor, Petit Mentor Endans, Petits Ilots, Pink Rock e Table Ronde), Assumption, Astove e Atol de Cosmoledo (compreendendo 19 ilhas: Menai, Ile du Nord (West North), Ile Nord-Est (East North), Ile du Trou, Goëlettes, Grand Polyte, Petit Polyte, Grand Ile (Wizard), Pagode, Ile du Sud-Ouest (South), Ile aux Moustiques, Ile Baleine, Ile aux Chauve-Souris, Ile aux Macaques, Ile aux Rats, Ile du Nord-Ouest, Ile Observation, Ile Sud-Est e Ilot la Croix).
- 13 ilhas coralinas no Grupo Farcuar, a sul-sudoeste das Amirantes: Atol de Farcuar (que compreende 10 ilhas: Bancs de Sable, Déposés, Ile aux Goëlettes, Lapins, Ile du Milieu North, Manaha South, Manaha Middle, Manaha, North Island, e South Island), Atol Providence (compreendendo duas ilhas: Providence e Bancs Providence) e St Pierre.

As ilhas coralinas espalham-se numa área até 1 200 km de nordeste a sudoeste, são planas e sem nenhuma água doce.
O clima é tropical com humidade elevada, sendo mais fresco entre maio e setembro devido às monções vindas do sudeste. A monção noroeste é de Março a Maio, tendo temperaturas mais mornas. As chuvas têm precipitações médias de 2 800 mm em Mahé, ao nível do mar, e 3 550 mm nas montanhas.

### Flora e fauna

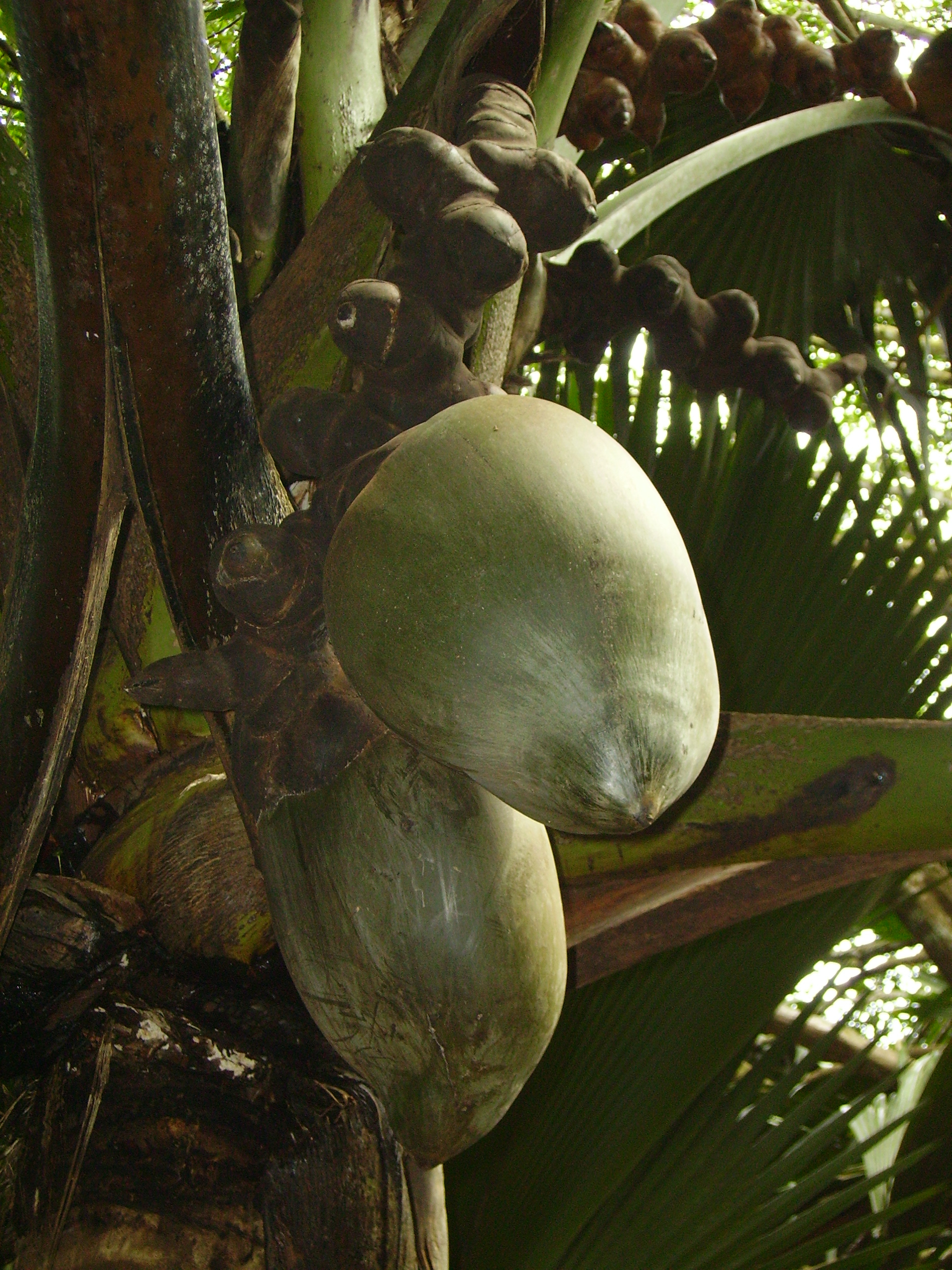
Coco-do-mar (Praslin)

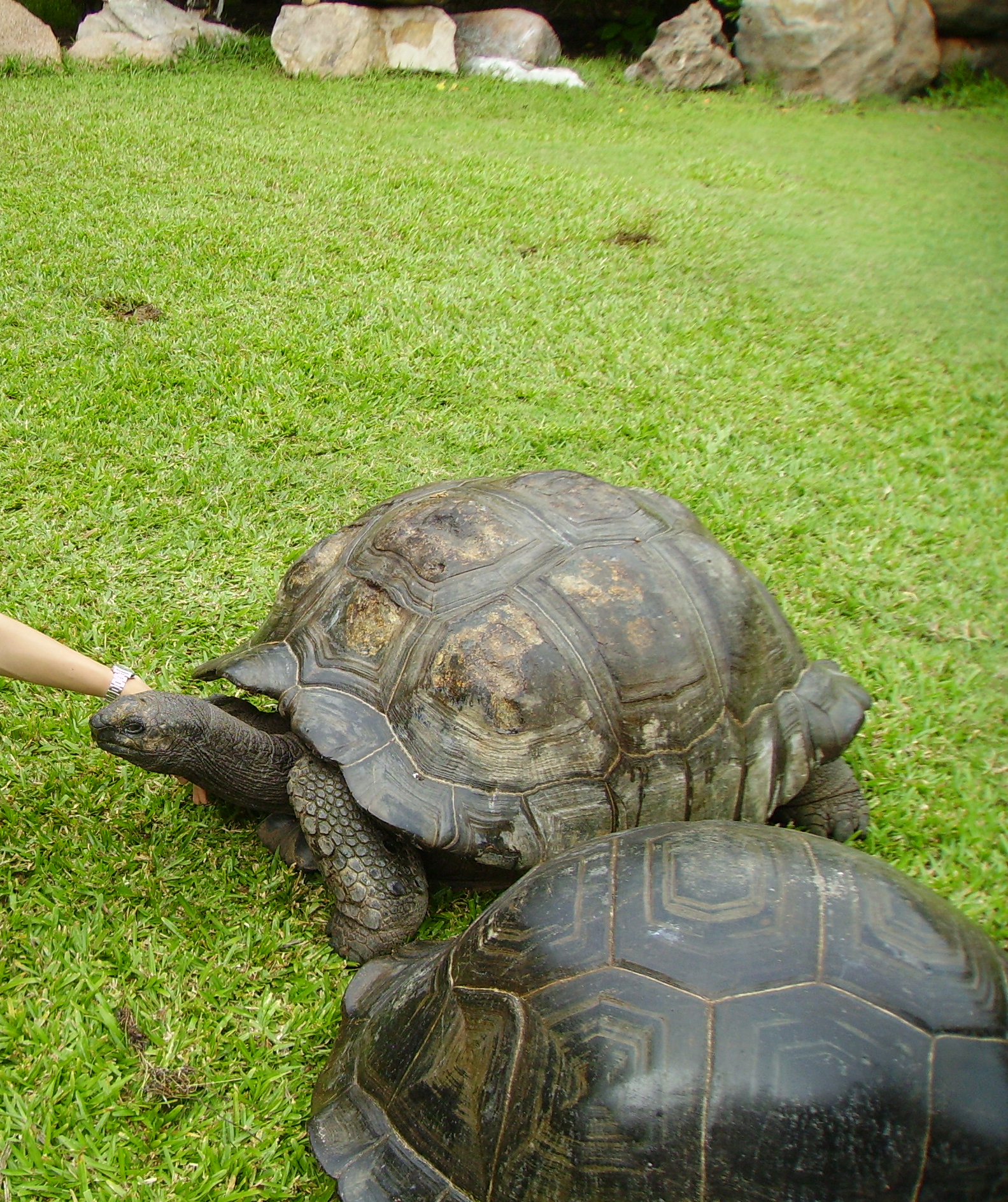
Tartaruga-gigante (Dipsochelys hololissa)

A legislação ambiental das Seicheles é muito estrita, e todo o turismo projectado está sujeito a uma revisão ambiental e a um longo processo de consulta com o público e os conservacionistas. As ilhas são líderes mundiais em turismo sustentável. O resultado final deste desenvolvimento sustentável é um ambiente natural intacto e estável, que atrai visitantes com grande poder financeiro (150 000 em 2007) mais do que turismo de massas de curta duração. Desde 1993 uma lei garante aos cidadãos o direito a um ambiente limpo, ao mesmo tempo que os obriga a proteger esse ambiente.

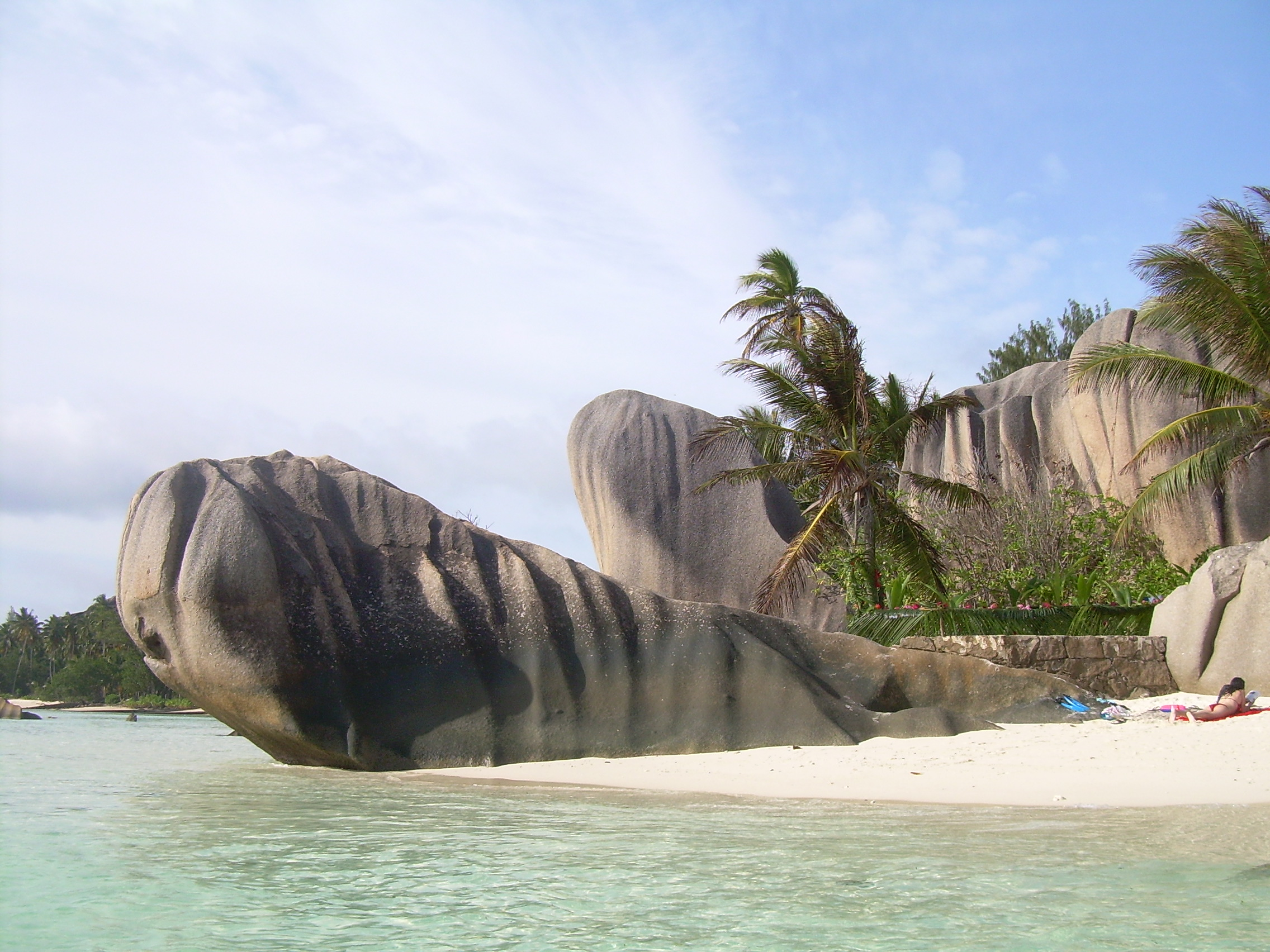
Anse Source d' Argent em La Digue

Tal como muitos ecossistemas insulares frágeis, as Seicheles viram a perda de biodiversidade durante o início da colonização, incluindo o desaparecimento das tartarugas-gigantes das ilhas graníticas, o abate das florestas costeiras e de média altitude, e a extinção de espécies como o Zosterops erythropleurus, o periquito-das-Seicheles e o crocodilo-de-água-salgada. No entanto, as extinções aqui foram muito menores que em ilhas como as Maurícias ou o Havai, em parte graças a um menor período de ocupação humana (desde 1770). As Seicheles são hoje em dia conhecidas pelos casos de sucesso na protecção da sua flora e fauna. O raro papagaio-preto-das-Seicheles, o pássaro nacional do país, está agora protegido.
As ilhas graníticas das Seicheles são o lar de cerca de 75 espécies vegetais endémicas, a que se somam mais cerca de 25 espécies do grupo Aldabra. É particularmente bem conhecido o coco-do-mar, uma espécie de palmeira que cresce apenas na ilha Praslin e na sua vizinha Curieuse. Por vezes alcunhado de "noz do amor" devido à sua forma sugestiva, o coco-do-mar é a maior semente do mundo. A árvore-medusa encontra-se apenas em alguns locais, hoje em dia. Esta estranha e antiga planta resistiu a todos os esforços efectuados para a sua propagação. Outras espécies vegetais únicas incluem a gardénia-de-wrights, encontrada apenas na Reserva Especial da Ilha de Aride.
As tartarugas-gigantes-de-aldabra povoam agora muitas das ilhas das Seicheles, sendo a população de Aldabra a maior do mundo. Estes quelónios peculiares podem ser encontrados até como grupos populacionais vivendo em cativeiro. Foi reportado que as ilhas graníticas das Seicheles abrigam espécies distintas de tartaruga-gigante-das-Seicheles, mas o estado actual das diferentes populações não é claro.
As Seicheles abrigam algumas das maiores colónias de aves marinhas do mundo.
A vida marinha em volta das ilhas, em especial as ilhas coralíferas mais remotas, pode ser espectacular. Mais de 1 000 espécies de peixes foram registadas. Desde que a utilização de arpões e dinamite na pesca foi banida devido aos esforços dos conservacionistas locais nos anos 1960, a vida selvagem deixou de temer os snorkelers e mergulhadores. O branqueamento de corais em 1998 infelizmente danificou muitos recifes, mas alguns mostram uma recuperação saudável (por exemplo na Ilha de Silhouette).

## Demografia

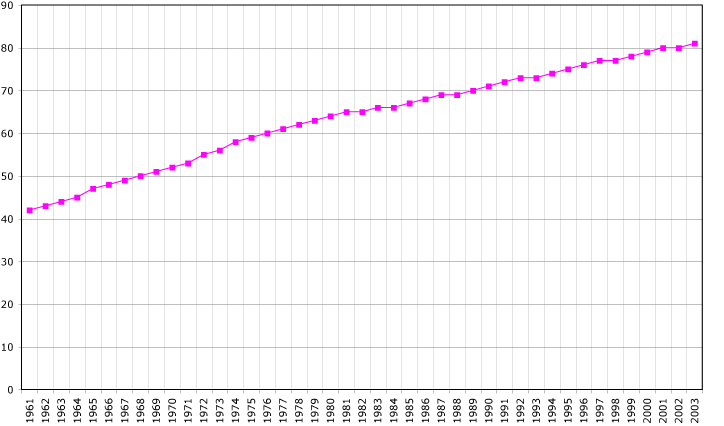
Demografia de Seicheles entre 1961 e 2003 x 1000 Habitantes

As Seicheles têm 99 545 habitantes, na sua maioria concentrados na ilha de Mahé, onde se situa a capital. O arquipélago era desabitado até ao século XVI, sendo actualmente a população descendente dos colonizadores franceses e de imigrantes indianos, africanos e chineses.

### Idiomas
O Francês e o inglês são os idiomas oficiais do país, seguido pelo seichelense, que se baseia no francês e é o idioma mais falado nas Seicheles, seguido pelo francês e inglês, sendo que 87% da população falam Seichelense, 51% falam francês e 38% falam inglês, que é usado principalmente como a língua de negócios e do comércio.

### Religião
De acordo com dados de 2019, cerca de 94% da população é cristã, mas há outras religiões também como o Hinduísmo que representa 2% da população e o Islã, representando apenas 1% da população, e cerca de 2% da população declara não seguir nenhuma religião.

## Política
As Seicheles são uma república presidencialista. O presidente é escolhido por voto popular, e fica no mandato por um período de cerca de cinco anos. A Assembleia Nacional ou Assemblée Nationale, é constituída por 34 membros, dos quais 25 são eleitos diretamente pelo voto popular, enquanto os nove lugares restantes são nomeados proporcionalmente de acordo com o percentual de votos recebidos por cada partido. Todos os membros servem cinco anos. Faz parte da Commonwealth, da Francofonia e da Comissão do Oceano Índico.

## Subdivisões
O País está dividido em 25 distritos, todos localizados em um grupo de ilhas chamado "ilhas internas". As "ilhas externas" (Zil Elwannyen Sesel) não pertencem a nenhum distrito.

## Infraestrutura

### Educação
A educação é obrigatória até os 16 anos e gratuita até a idade de 18 anos. Os estudantes devem pagar por uniformes, mas não por livros ou mensalidades. Em 2002, a taxa bruta de matrícula na escola primária era de 114% e a taxa líquida de matrícula na escola primária era de 100%. As taxas de matrícula bruta e líquida são baseadas no número de alunos formalmente matriculados na escola primária e, portanto, não refletem necessariamente a frequência escolar real. Estatísticas de frequência à escola primária não estão disponíveis para Seicheles. Em 2002, 99% das crianças que iniciaram a escola primária provavelmente alcançariam a 5ª série.
As crianças são ensinadas primeiro a ler e escrever em crioulo. A partir do terceiro ano, o inglês é usado como idioma de ensino em determinados assuntos. O francês é introduzido no sexto ano.

## Economia

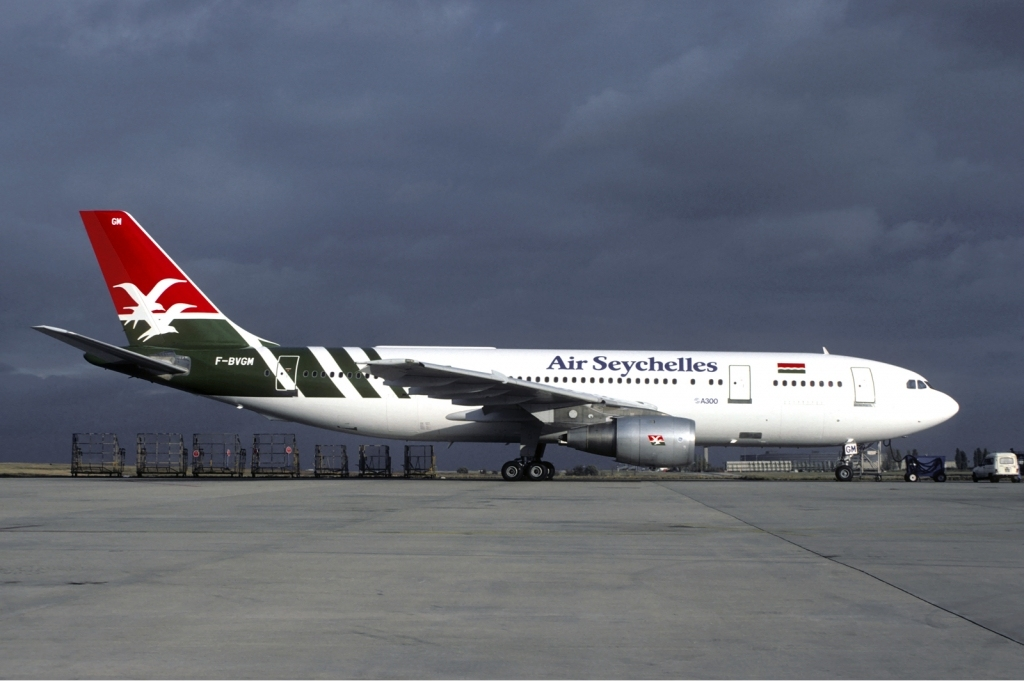
Aeroporto Internacional de Seicheles em Mahé, em Destaque o Airbus A300

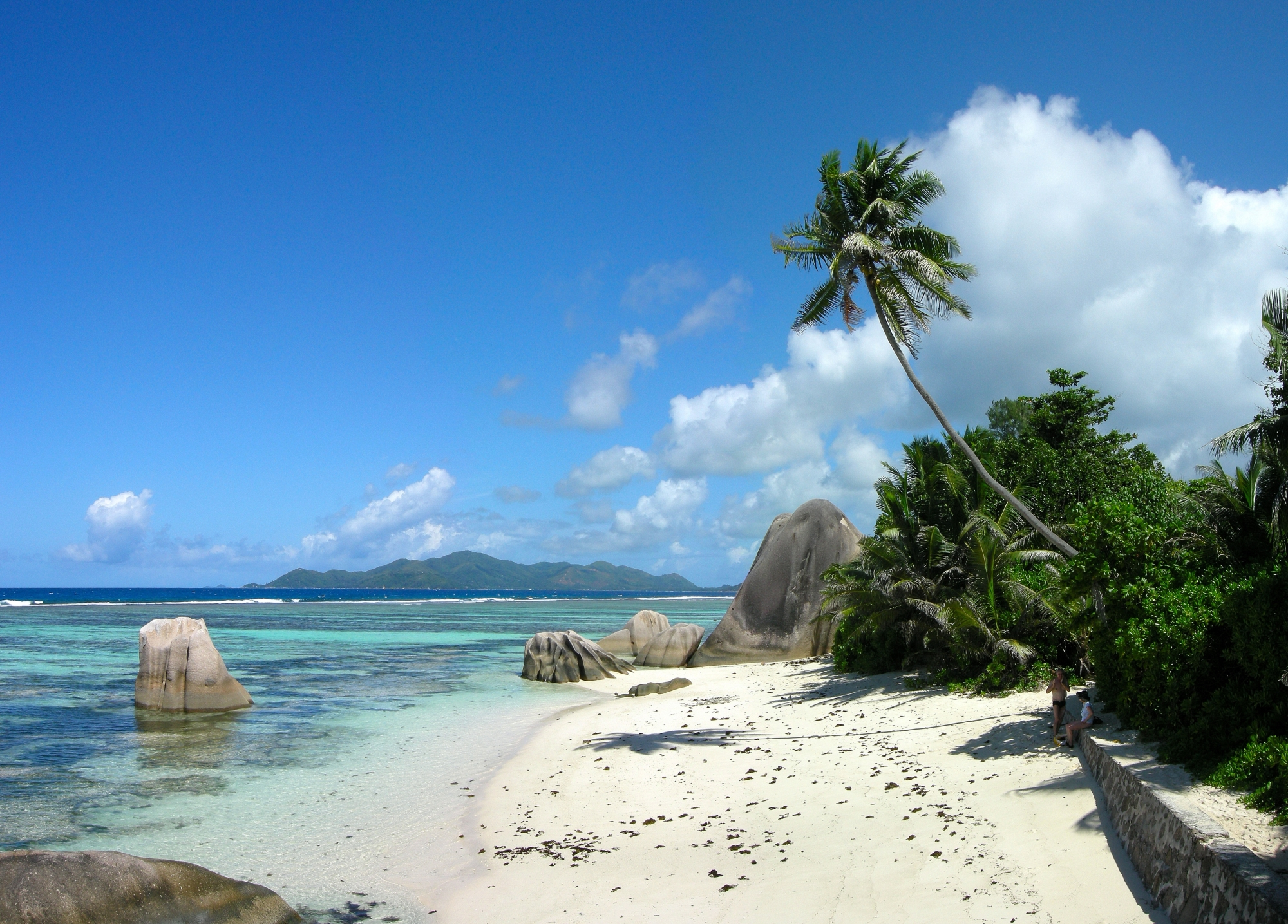
Praia La Digue, uma das praias mais visitadas do país

Principais produtos de exportação das Ilhas Seychelles em 2019.

Em 1971, com a abertura do Aeroporto Internacional de Seicheles, o turismo tornou-se uma indústria significativa, dividindo essencialmente a economia entre plantações e turismo. O setor de turismo pagou melhor e o setor de plantações da economia declinou em destaque e o turismo se tornou a principal indústria das Seicheles. O turismo emprega aproximadamente 30% da força trabalhadora do país e 70% das receitas em moeda forte.
Nos últimos anos, o governo incentivou o investimento estrangeiro para atualizar hotéis e outros serviços. Esses incentivos deram origem a uma enorme quantidade de investimento em projetos imobiliários e novas propriedades de resort, como o projeto TIME, distribuído pelo Banco Mundial, juntamente com o projeto predecessor MAGIC. Apesar de seu crescimento, a vulnerabilidade do setor turístico foi ilustrada pela forte queda de 1991–1992, devido em grande parte à Guerra do Golfo.
Desde então, o governo passou a reduzir a dependência do turismo, promovendo o desenvolvimento da agricultura, pesca, manufatura em pequena escala e, mais recentemente, o setor financeiro offshore, por meio do estabelecimento da Autoridade de Serviços Financeiros e da promulgação de vários atos legislativos (como a Lei Internacional de Prestadores de Serviços Corporativos, a Lei Internacional das Empresas de Negócios, a Lei de Valores Mobiliários, a Lei de Fundos Mútuos e Hedge Fund, entre outras).
Mesmo assim, as Seicheles são um dos países mais ricos da África, pertencendo, junto com Argélia, Tunísia, Gabão, Botsuana, Maurício e Líbia, à lista dos únicos seis países com IDHs elevados do continente e junto com Guiné Equatorial, possui a maior renda per capita da África, com mais de US$ 27 000.

## Cultura

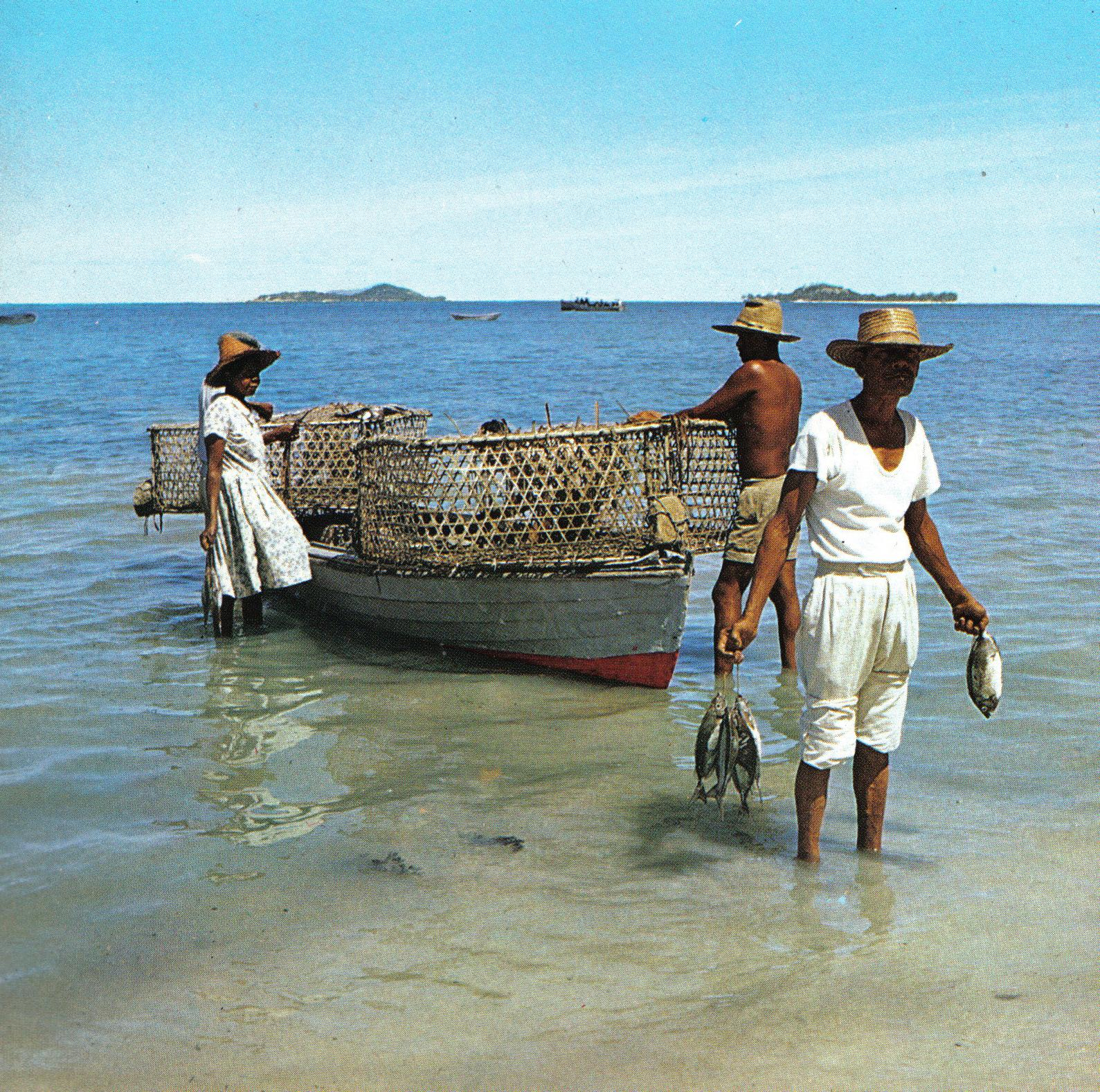
Pescadores seichelenses após a pesca

A sociedade seichelense é essencialmente matriarcal. As mães tendem a ter um papel dominante no lar, controlando a maioria das despesas correntes e ocupando-se dos interesses das crianças. As mães solteiras são a norma social, e a lei obriga os pais a assegurar a alimentação dos filhos. Os homens são importantes pela capacidade de ganhar dinheiro, mas o seu papel doméstico é relativamente periférico. As mulheres mais velhas podem habitualmente contar com o suporte financeiro dos membros da família que vivem em casa ou contribuições dos ganhos dos filhos crescidos.

### Telecomunicações
A Seychelles Broadcasting Corporation Radio oferece um serviço em onda média em Kreol e transmitido das 6h às 22h30m. O Paradise FM na 93.6 FM e o canal de rádio internacional francês RFI estão disponíveis no 103 FM. O Serviço Mundial da BBC tinha uma estação baseada no distrito de Grand'Anse no sul da ilha de Mahé, que também era ouvida em partes da África Oriental. A estação fechou em março de 2014.

### Feriados
| Data        | Nome em português | Nome local                    | Observações                |
| ----------- | ----------------- | ----------------------------- | -------------------------- |
| 18 de junho | Dia Nacional      | Fête nationale / National Day | Adoptado pela Constituição |
| 29 de junho | Independência     | Indépendance / Independence   |                            |